# 董兆致
董兆致（1973年11月16日—），廣東人，中國擊劍運動員。

## 生涯
董兆致曾在七運會獲得男子個人花剑賽事季軍、世界锦标赛花劍男團季軍、亞運會男子個人花剑金牌以及男團銀牌。於1995年獲取亚洲锦标赛男子個人花剑亚军與男團賽冠军，也包括世界軍人運動會男團金牌。1年後贏得了世界杯七强团体赛男子花剑团体冠军。
董兆致於1997年在世界大学生运动会中獲得了男子花剑团体賽銅牌。1年後在曼谷亚运中奪得了男子花剑团体金牌。其後於1999年在世界军人运动会中成功蟬聯男團花劍金牌以及贏得了個人花剑金牌以及世界锦标赛男子花剑团体亚军。
2000年，董兆致在世锦赛中的男子個人花剑項目取勝，又在悉尼奥运中不敵法國，僅得一面男團花劍銀牌。1年後的亚锦赛男團花劍中，董兆致分得了冠军、之後在世界大学生运动会中首次贏得了金牌。
2002年，亚运会男團花劍成了董兆致的囊中之物。1年後在上海分站的世界杯獲得了团体賽以及世锦赛亚军。2004年，董兆致在化表中國參加世界杯葡萄牙站中的团体賽得到季軍，又在上海、法國站中獲得团体賽季軍，西班牙站团体亚军，最後在上海站中贏得了男子花剑个人冠军。其後與葉沖、王海濱參加雅典奧運，在男團花劍決賽中因裁判問題失去了奪金機會。
2009年初，董兆致正式出任国家击剑队的助理教练，协助主教练王海滨。